# 14411 Clérambault
(14411) Clérambault, denumire internațională (14411) Clerambault, este un asteroid din centura principală de asteroizi.

## Descriere
14411 Clérambault este un asteroid din centura principală de asteroizi. A fost descoperit pe 6 septembrie 1991 la Observatoire de Haute-Provence de Eric Walter Elst. Asteroidul prezintă o orbită caracterizată de o semiaxă mare de 2,28 ua, o excentricitate de 0,14 și o înclinație de 4,6° în raport cu ecliptica.